# Делиградска улица
| Делиградска улица         | Делиградска улица            |
| ------------------------- | ---------------------------- |
|                           |                              |
| Општина                   | Градска општина Савски венац |
| Почетак                   | Славија                      |
| Дужина                    | 130 m                        |
| Створена                  | 1899                         |
|                           |                              |
|                           |                              |
| Руска амбасада у Београду |                              |

Делиградска улица је београдска улица која се налази у општини Савски венац.

## Улица
Улица је оријентисана југо-источно и простире се од Славије, која је једна од најпрометнијих локација у Београду, затим пресеца Бирчанинову, Тиршову и Пастерову улицу и завршава као слепа улица.

## Институције и амбасаде
У овој улици се налази Виши трговински суд Србије као и амбасаде Белорусије и Русије.

## Спорт
Градски центар за физику културу налази се на адреси  Делиградска број 27. Центар је основан 1936. године. На истој адреси се налази и академија фудбала као и више спортских удружења (Федерација атлетике, каратеа, бокса...).

## Здравство
На овој адреси се такође налази институт за медицину рада и радиолошку заштиту која је отворила своја врата 1953. у сарадњи са медицинским факултетом Универзитета у Београду. Поред се такође налази и средња медицинска школа.
Пре Другог светског рата, у броју 40, тада познатом као "стара богословија", био је дом за глувонему децу.

## Економија
Први Мекдоналдс ресторан у Србији је отворен 28. марта 1988. на тргу Славија али је регистрован у улици Делиградска број 2.